# Пальмовый цветной трупиал
Пальмовый цветной трупиал (лат. Icterus parisorum) — вид воробьиных птиц из семейства трупиаловых. Английское название вида (Scott’s oriole) присвоено в честь американского генерала Уинфилда Скотта (1786—1866).

## Распространение
Обитают в США (особенно в юго-западных штатах) и Мексике.

## Описание
Длина тела 19—22 см. Голова, грудь и верхние части тела самца чёрные, задняя часть тела и часть хвостовых перьев жёлтые, верхняя часть крыла чёрная.

## Биология
Питаются насекомыми (в том числе гусеницами чешуекрылых и кузнечиками), другими членистоногими, мелкими позвоночными, фруктами и нектаром. Мигрируют на средние дистанции.

## Охранный статус
МСОП присвоил виду охранный статус LC.